# 帕查库特克城市特别项目
帕查库特克（Pachacútec），正式名称是帕查库特克城市特别项目（Pachacútec City Special Project），位于卡亚俄省西北部的本塔尼利亚区。

## 历史

### 2000年

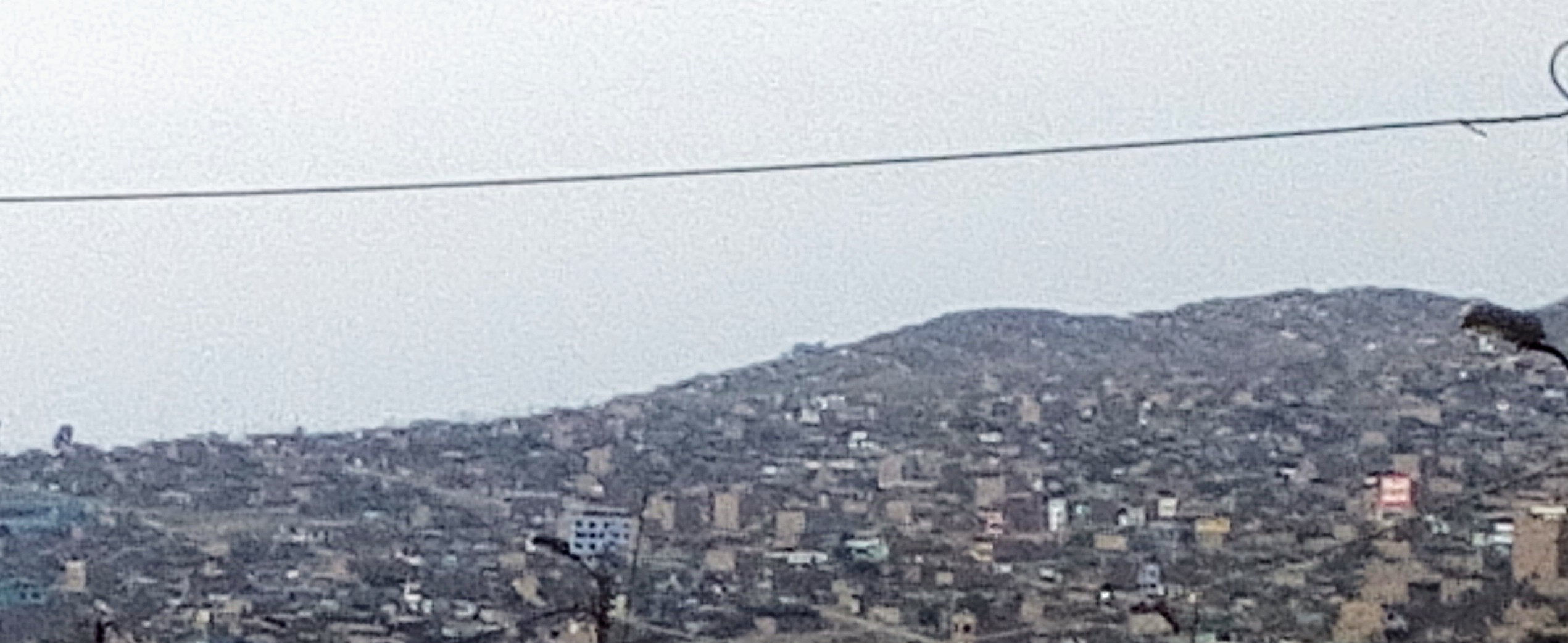
帕查库特克城市景观

编辑当时的国民政府，通过COFOPRI，决定介入。因此，在2000年2月3日至6日期间，有7 000多个家庭被转移到特纳亚努特市的特纳亚努特市，该地区以前从十种替代品中选出，九个地区相当于私有土地。这些事件发生在选举前的情况下，这促使国民政府匆忙介入，除了上述COFOPRI之外，还向利马 - 卡亚俄发展公司（CORDELICA）和总统府的已解散公共机构作出承诺，以及国家食品援助计划（PRONAA），SEDAPAL，国家警察，陆军，海军。一切似乎表明，期待已久的基本服务将很快到来，但提供的援助只持续到2000年中期。CORDELICA，支持公共清洁，捐赠，垃圾桶，毯子，PRONAA协助食品，SEDAPAL支持与饮用水中国石油天然气集团公司介入拆迁，分五个部门进行，并于二月份进行第一次人口普查。 帕查庫特克搬迁是创建2000年2月13日第007-2000-MTC号最高法令创建的“家庭佣金计划”（PROFAM）的主要起点。在第一年举行首次会议对每个部门负责的临时指令和苹果代表（20人），以同样的方式进行第一批的恩典，出现了第一批运输公司（41,87，BC，R1），并建造了第一批道路和陶器运动与CORDELICA的支持。在2000年中，PROFAM进行了第二次注册，教育和健康模块，市场，牛奶玻璃委员会，wawa wasi和紧急汤厨房被创造了。经过第二次调查后，中央政府暂停支持，引发业主之间的冲突，启动了地段的交通。中央政府的撤离激发了第一次要求基本服务的进军，同样在冲突问题之前，2000年11月11日公民安全委员会与国家警察协调宣誓。今年，出现了非政府组织Coprodeli，与天主教会有联系，天主教会在国家的支持下在三个部门安装了三个教育中心。

## 商业
帕查库特克的主要经济活动之一是商业。 帕查库特克成立于2000年，225大道因其主要的供应市场和小型服务而成为其商业经济活动的最大酝酿地。
已经到2014年[开始金融和银行实体，如市政储蓄银行，私人银行和银行，如银行Azteca，MiBanco，Caja Sullana和Compartamos Financiera指数式增长

## 主要途径

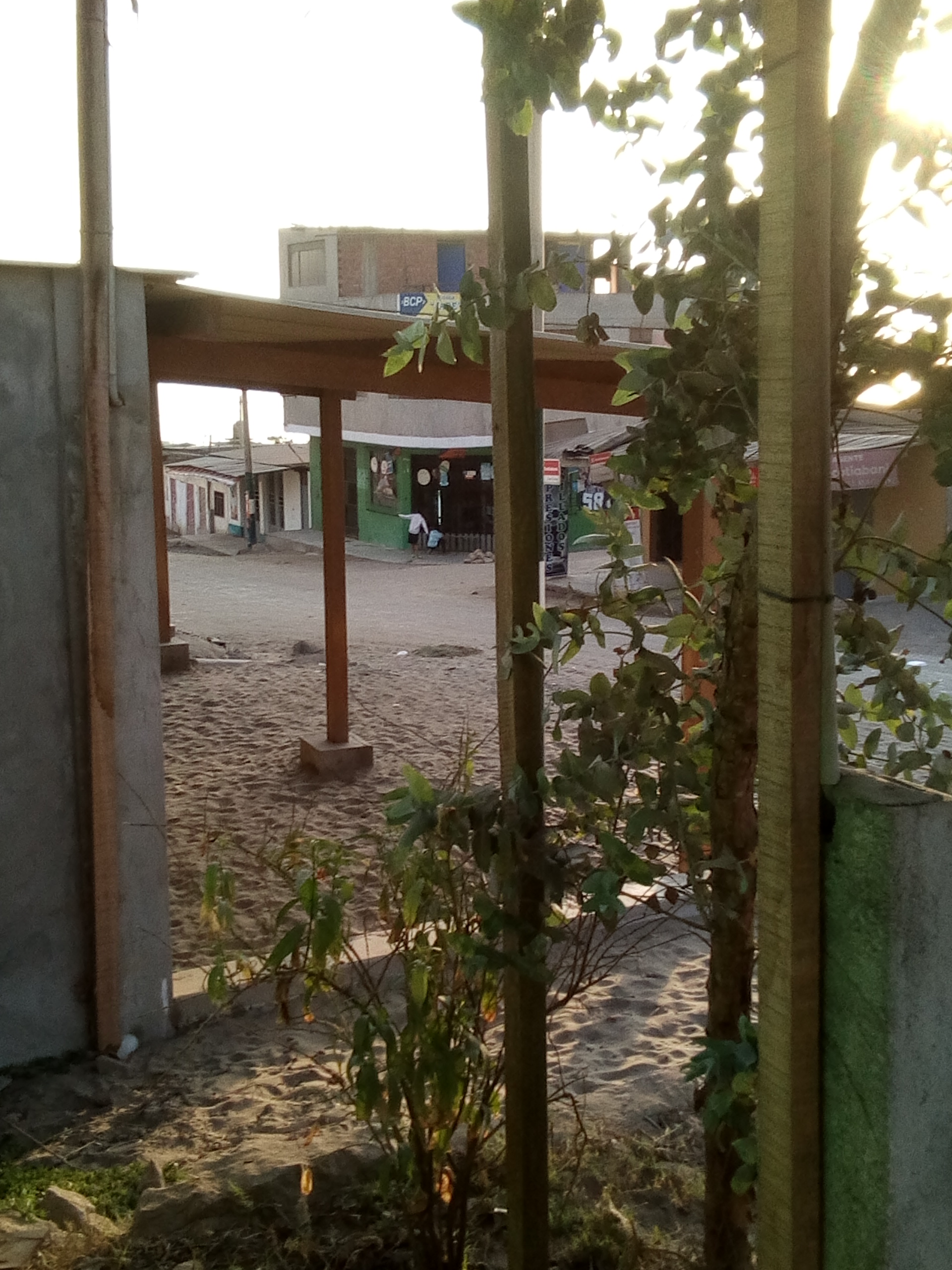
工程师大道

- 225大道
- 200大道
- 大道G
- 建筑师大道